# Malliana
Malliana (łac. Diocesis Mallianensis) – stolica historycznej diecezji we Cesarstwie rzymskim w prowincji Mauretania Cezarensis współcześnie w Algierii. 

## Biskupi tytularni
| Lp. | Biskup               | Funkcja                             | Od              | Do               |
| --- | -------------------- | ----------------------------------- | --------------- | ---------------- |
| 1   | Bruno Torpigliani    | nuncjusz apostolski                 | 1 września 1964 | 2 maja 1995      |
| 2   | Éric Aumonier        | biskup pomocniczy Paryża (Francja)  | 12 lipca 1996   | 11 stycznia 2001 |
| 3   | Bernd Uhl            | biskup pomocniczy Fryburga (Niemcy) | 29 marca 2001   | 22 stycznia 2023 |
| 4   | Christopher R. Cooke | biskup pomocniczy Filadelfii (USA)  | 8 grudnia 2023  |                  |